# Vasselay
Vasselay település Franciaországban, Cher megyében. Lakosainak száma 1569 fő (2022. január 1.). Vasselay Bourges, Fussy, Saint-Doulchard, Saint-Éloy-de-Gy, Saint-Georges-sur-Moulon és Saint-Martin-d’Auxigny községekkel határos.

## Népesség
A település népessége az elmúlt években az alábbi módon változott:
| Lakosok száma | 645  | 735  | 1020 | 1136 | 1278 | 1410 | 1447 | 1501 | 1528 | 1569 |
|               | 1968 | 1982 | 1990 | 2006 | 2013 | 2015 | 2017 | 2019 | 2020 | 2022 |